# Impacto en la educación por la pandemia de COVID-19

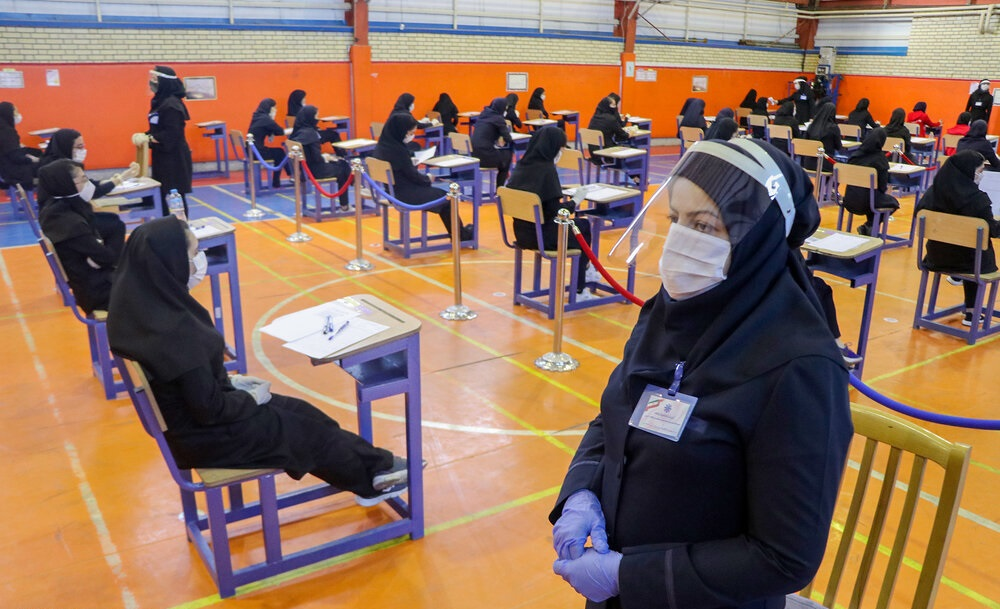
Escuela en Irán con medidas de distanciamiento físico.

La pandemia de COVID-19 afectó a los sistemas educativos en todo el mundo. Casi la totalidad de instituciones educativas de todos los niveles cancelaron sus actividades presenciales, en cumplimiento de las disposiciones adoptadas por las autoridades de los distintos países, tendientes a disminuir la propagación de la pandemia y sus consecuencias fatales.
Según un informe de UNICEF, aproximadamente, 1287 millones de alumnos, alrededor del 90% del total de estudiantes del mundo, fueron afectados por el cierre de las instituciones educativas para inicios de mayo del  2020. Específicamente,182 países continuaban la interrupción total de los servicios de educación y 8 lo hacían parcialmente de modo local en distintas jurisdicciones. Por consiguiente, millones de niños, jóvenes y adultos tuvieron que enfrentarse a una serie de obstáculos  relacionados con su nivel de conocimientos en tecnología de la información y las comunicaciones (TIC) para continuar recibiendo su educación de manera remota.  
Según datos del Instituto Federal de Telecomunicaciones (IFT), compartidos por el Sistema de Información de los Objetivos de Desarrollo Sostenible de México, sólo el 34.4% de la población de los Estados Unidos Mexicanos sabe cómo enviar y recibir un correo electrónico. Las mismas encuestas arrojaron que, únicamente, el 36.3%  crea y edita archivos de texto. Siendo estas dos herramientas las más necesarias para la educación a distancia o en línea en tiempos de COVID-19.
El cierre de escuelas debido a las restricciones de la pandemia de COVID-19, ha evidenciado diversos problemas sociales y económicos, incluida la deuda estudiantil, el aprendizaje digital, la inseguridad alimentaria, la carencia de un lugar permanente para residir, el acceso a servicios de salud, el acceso a internet, los servicios destinados a personas con alguna discapacidad, entre otros. El impacto ha sido especialmente negativo en las niñas y  jóvenes, especialmente aquellas con diversidad funcional o que viven en espacios rurales, pobres o aislados, dado que suelen abandonar los estudios antes para poder dedicarse al trabajo doméstico. Para solucionar los problemas económicos familiares, se vuelven más vulnerables al matrimonio infantil y otras formas de violencia.
En respuesta al cierre de escuelas, la UNESCO recomendó el uso de programas de aprendizaje a distancia y aplicaciones o plataformas educativas abiertas que las escuelas y los maestros puedan utilizar para llegar a los alumnos de forma remota y limitar la interrupción de la educación. Por lo menos 100 países adoptaron alguna forma no presencial o digital, a fin de no interrumpir totalmente la continuidad de los procesos de enseñanza - aprendizaje. Un número similar de países optaron por mantener el cierre de los establecimientos hasta que las tasas de propagación bajaran a límites no riesgosos.
La pandemia por la enfermedad del coronavirus puede profundizar la crisis de aprendizaje global e incrementar significativamente el número de estudiantes afectados por  el fenómenos llamado pobreza educativa. Más del 50% de los niños de países de ingresos medio o bajo se encuentran en dicha situación. La desigualdad educativa ya existente puede incrementarse exponencialmente, debido a las diferencias en el acceso a elementos básicos como un escritorio o espacio destinado a su quehacer académico donde realizar las tareas o el instrumental tecnológico, sumada a las diferencias del nivel educativo alcanzado por los padres o cuidadores, responsables en esta instancia de apoyar el proceso de aprendizaje de los niños.

## Antecedentes

Cierre de instituciones educativas debido a la COVID-19:
Cierres de escuelas en todo el país
Cierres de escuelas localizados
Sin cierre de escuelas
Sin datos

Los esfuerzos para detener la propagación de la COVID-19, a través de intervenciones no farmacéuticas y medidas preventivas, como el distanciamiento social y el autoaislamiento, han provocado el cierre generalizado de la educación a nivel básico, medio superior  y superior en más de 100 países.
Los brotes anteriores de enfermedades infecciosas han provocado el cierre generalizado de escuelas en todo el mundo, con diferentes niveles de efectividad. El modelo matemático ha demostrado que la transmisión de un brote puede retrasarse al cerrar las escuelas. Sin embargo, la efectividad depende de los contactos que los niños mantienen fuera de la escuela. Los cierres de escuelas pueden ser efectivos cuando se promulgan de inmediato. Si los cierres de escuelas ocurren tarde en relación con un brote, son menos efectivos y pueden no tener ningún impacto en absoluto. Además, en algunos casos, la reapertura de las escuelas después de un período de cierre ha resultado en un aumento de las tasas de infección. Como los cierres tienden a ocurrir simultáneamente con otras intervenciones, como las prohibiciones de reunión pública, puede ser difícil medir el impacto específico de los cierres de escuelas.

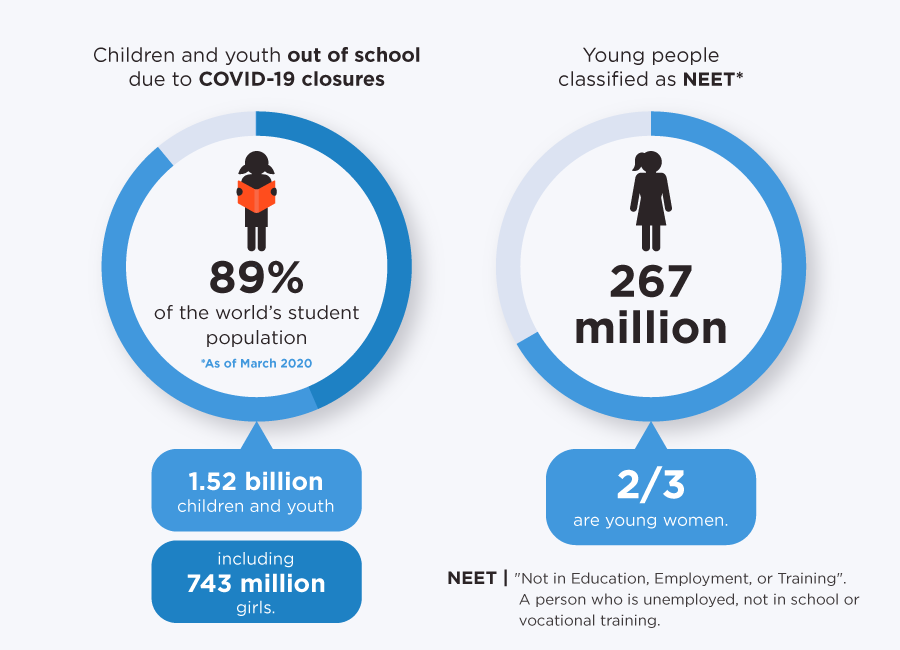
Niños y jóvenes fuera de la escuela debido al cierre de COVID-19 y jóvenes clasificados como NEET.

Por ejemplo, durante la pandemia de influenza de 1918-1919 en los Estados Unidos, el cierre de escuelas y la prohibición de reuniones públicas se asociaron con tasas de mortalidad total más bajas. Las ciudades que implementaron tales intervenciones tuvieron mayores demoras en alcanzar las tasas de mortalidad máximas. Las escuelas cerraron por una duración promedio de 4 semanas, según un estudio de la respuesta de 43 ciudades de EE. UU. a la gripe española. Se demostró que el cierre de escuelas reduce la morbilidad por la gripe asiática en un 90% durante el brote de 1957–1958 y hasta un 50% en el control de la gripe en los Estados Unidos 2004–2008.
Varios países redujeron con éxito la propagación de la infección mediante el cierre de escuelas durante la pandemia de gripe H1N1 2009. También, se descubrió que el cierre de escuelas en la ciudad de Oita, Japón, disminuyó con éxito el número de estudiantes infectados en el pico de la infección; sin embargo, no se encontró que el cierre de las escuelas haya disminuido significativamente el número total de estudiantes infectados. El cierre obligatorio de escuelas y otras medidas de distanciamiento social se asociaron con una reducción del 29% al 37% en las tasas de transmisión de la influenza.
El cierre temprano de las escuelas en los Estados Unidos retrasó el pico de la pandemia de gripe H1N1 2009. A pesar del éxito general del cierre de escuelas, un estudio sobre el cierre de escuelas en Michigan encontró que "el cierre de escuelas reactivas a nivel de distrito fue ineficaz". Durante el brote de gripe porcina en 2009 en el Reino Unido, en un artículo titulado "Cierre de escuelas durante una pandemia de gripe" publicado en Lancet Infectious Diseases, un grupo de epidemiólogos apoyó el cierre de escuelas para interrumpir el curso de la infección, disminuya aún más la propagación y gane tiempo para investigar y producir una vacuna. Habiendo estudiado pandemias de influenza anteriores, incluida la pandemia de gripe de 1918, la pandemia de gripe de 1957 y la pandemia de gripe de 1968, informaron sobre el efecto económico y laboral que tendría el cierre de la escuela, particularmente con un gran porcentaje de médicos y enfermeras que son mujeres, de las cuales la mitad tuvieron niños menores de 16 años. También observaron la dinámica de la propagación de la influenza en Francia durante las vacaciones escolares francesas y observaron que los casos de gripe disminuyeron cuando las escuelas cerraron y reaparecieron cuando volvieron a abrir. Señalaron que cuando los maestros en Israel se declararon en huelga durante la temporada de gripe de 1999-2000, las visitas a los médicos y el número de infecciones respiratorias disminuyeron en más de un quinto y más de dos quintos, respectivamente.

## Cronología

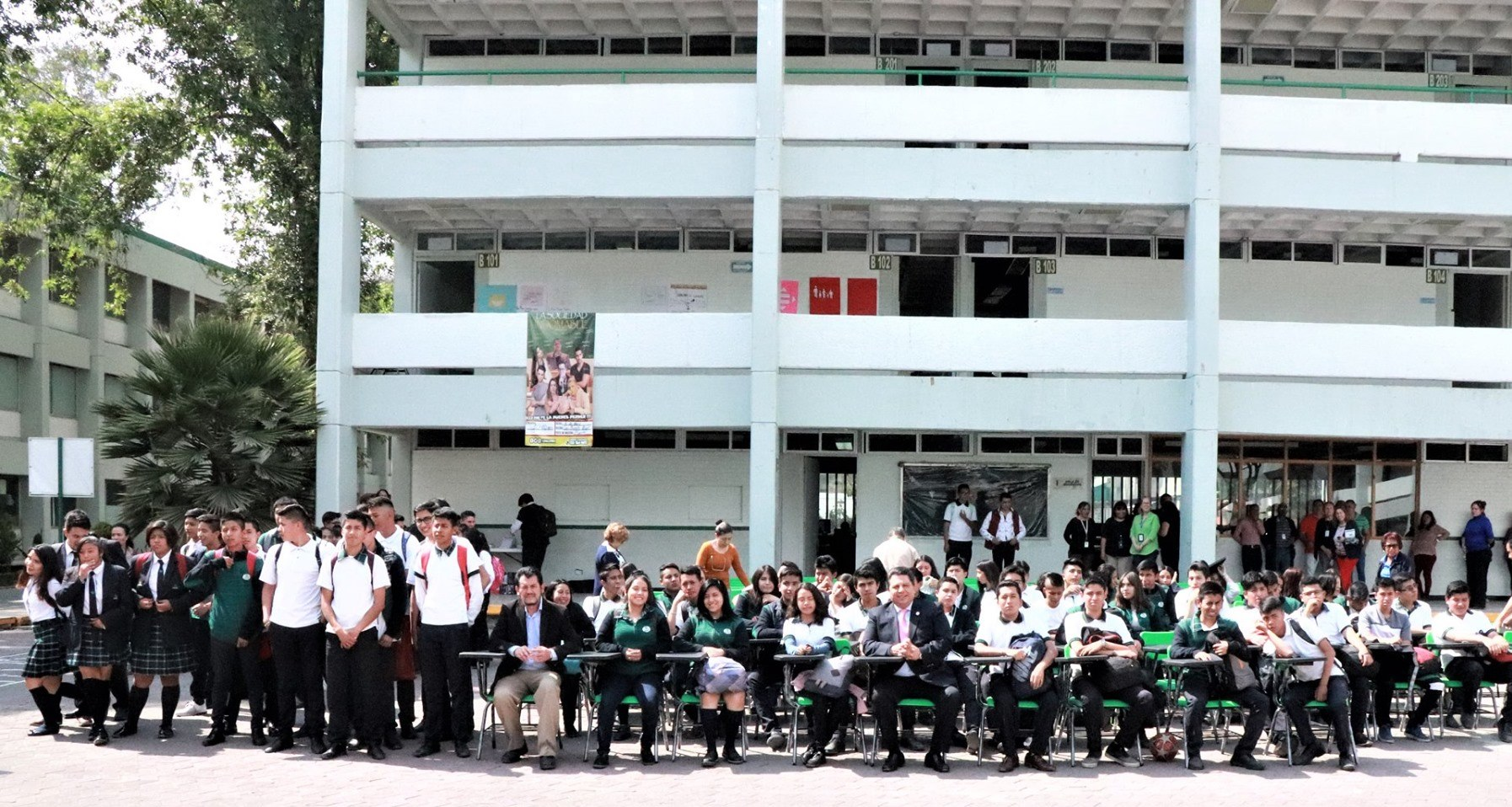
Estudiantes de bachillerato del plantel Conalep Ing. Bernardo Quintana Arrioja en el Estado de México, México, antes de la cuarentena y suspensión de labores escolares, foto tomada en marzo de 2020.

Hasta los primeros días de marzo del año 2020, sólo 13 países habían establecido el cierre de escuelas, lo que afectaba entonces a unos 290 millones de estudiantes. El 5 de marzo, 22 países habían anunciado cierres de escuelas. Ante esta situación, las Naciones Unidas advirtió que “la velocidad y escala global de la actual disrupción educativa no tiene precedentes”.
El 11 de marzo de 2020, Tedros Adhanom, director de la Organización Mundial de la Salud, estableció que el hasta entonces brote epidémico había alcanzado una gravedad y extensión tales que debía ser calificado como pandemia. Expresó, además, su preocupación "por los niveles alarmantes de inacción".
Una semana después, el cierre de escuelas y centros educativos afectaba a 102 países y otros 11 lo habían establecido de modo parcial. Hacia mediados de abril de 2020, 188 países habían cancelado el dictado presencial de clases en todos los niveles educativos.

## Suspensión de la actividad educativa al 1 de mayo de 2020
A finales de abril de 2020, la mayoría de los países o territorios mantenían suspendidas las actividades educativas presenciales en todos sus niveles. En algunos países el cierre fue parcial, con alcance limitado a algunos estados o regiones cuyas autoridades locales así lo habían establecido. Bielorrusia, Burundi, Groenlandia, Islas Cook, Kiribati, Nicaragua, Papúa Nueva Guinea, Tayikistán, Tokelau, Tonga, Turkmenistán y Vanuatu no interrumpieron su actividad educativa en ningún momento.

| Interrupción de la actividad educativa en el país o territorio (al 1 de mayo de 2020) | Interrupción de la actividad educativa en el país o territorio (al 1 de mayo de 2020) | Interrupción de la actividad educativa en el país o territorio (al 1 de mayo de 2020) | Interrupción de la actividad educativa en el país o territorio (al 1 de mayo de 2020)                                                 | Interrupción de la actividad educativa en el país o territorio (al 1 de mayo de 2020) | Interrupción de la actividad educativa en el país o territorio (al 1 de mayo de 2020) |
| Países y territorios                                                                  | Estudiantes                                                                           | Alcance                                                                               | Otros datos | Información sobre los efectos de la pandemia en el país o territorio                  |                                                                                       |
| ------------------------------------------------------------------------------------- | ------------------------------------------------------------------------------------- | ------------------------------------------------------------------------------------- | --- | ------------------------------------------------------------------------------------- | ------------------------------------------------------------------------------------- |
| Afganistán                                                                            | 10 003 625                                                                            | Nacional                                                                              | Localizado entre el 3 y el 14 de marzo                                                                                                | Pandemia de enfermedad por coronavirus de 2020 en Afganistán                          |                                                                                       |
| Albania                                                                               | 652 592                                                                               | Nacional                                                                              | Entre el 9 de marzo y el 17 de mayo                                                                                                   | Pandemia de enfermedad por coronavirus de 2020 en Albania                             |                                                                                       |
| Alemania                                                                              | 15 382 695                                                                            | Localizado Nacional Parcial Nacional                                                  | Entre el 3 y el 15 de marzo del 2020 Entre el 16 de marzo y el 3 de mayo Entre el 4 de mayo y el 31 de julio Desde el 16 de diciembre | Pandemia de enfermedad por coronavirus de 2020 en Alemania                            |                                                                                       |
| Andorra                                                                               | 11 671                                                                                | Nacional                                                                              | Desde el 16 de marzo | Pandemia de enfermedad por coronavirus de 2020 en Andorra                             |                                                                                       |
| Angola                                                                                | 8 692 733                                                                             | Nacional                                                                              | Desde el 24 de marzo | Pandemia de enfermedad por coronavirus de 2020 en Angola                              |                                                                                       |
| Anguila                                                                               | 3193                                                                                  | Nacional                                                                              | Desde el 13 de marzo | Pandemia de enfermedad por coronavirus de 2020 en Anguila                             |                                                                                       |
| Antigua y Barbuda                                                                     | 21 821                                                                                | Nacional                                                                              | Desde el 13 de marzo | Pandemia de enfermedad por coronavirus de 2020 en Antigua y Barbuda                   |                                                                                       |
| Arabia Saudita                                                                        | 8 410 264                                                                             | Nacional                                                                              | Desde el 9 de marzo | Pandemia de enfermedad por coronavirus de 2020 en Arabia Saudita                      |                                                                                       |
| Argelia                                                                               | 11 093 218                                                                            | Nacional                                                                              | Desde el 13 de marzo | Pandemia de enfermedad por coronavirus de 2020 en Argelia                             |                                                                                       |
| Argentina                                                                             | 14 202 149                                                                            | Localizado                                                                            | Nacional entre el 16 de marzo y el 7 de agosto                                                                                        | Pandemia de enfermedad por coronavirus de 2020 en Argentina                           |                                                                                       |
| Armenia                                                                               | 540 503                                                                               | Nacional                                                                              | Desde el 2 de marzo | Pandemia de enfermedad por coronavirus de 2020 en Armenia                             |                                                                                       |
| Aruba                                                                                 | 22 195                                                                                | Nacional                                                                              | Desde el 16 de marzo | Pandemia de enfermedad por coronavirus de 2020 en Aruba                               |                                                                                       |
| Australia                                                                             | Sin datos                                                                             | Localizado                                                                            | Desde el 24 de marzo | Pandemia de enfermedad por coronavirus de 2020 en Australia                           |                                                                                       |
| Austria                                                                               | 1 708 542                                                                             | Nacional Nacional                                                                     | Entre el 16 de marzo y el 3 de mayo Entre el 16 de noviembre y el 6 de diciembre Desde el 7 de enero                                  | Pandemia de enfermedad por coronavirus de 2020 en Austria                             |                                                                                       |
| Azerbaiyán                                                                            | 1 983 999                                                                             | Nacional                                                                              | Desde el 3 de marzo | Pandemia de enfermedad por coronavirus de 2020 en Azerbaiyán                          |                                                                                       |
| Bahamas                                                                               | 59 982                                                                                | Nacional                                                                              | Desde el 16 de marzo | Pandemia de enfermedad por coronavirus de 2020 en Bahamas                             |                                                                                       |
| Baréin                                                                                | 292 429                                                                               | Nacional                                                                              | Desde el 26 de febrero | Pandemia de enfermedad por coronavirus de 2020 en Baréin                              |                                                                                       |
| Bangladés                                                                             | 39 936 843                                                                            | Nacional                                                                              | Desde el 17 de marzo | Pandemia de enfermedad por coronavirus de 2020 en Bangladés                           |                                                                                       |
| Barbados                                                                              | 57 530                                                                                | Nacional                                                                              | Desde el 19 de marzo | Pandemia de enfermedad por coronavirus de 2020 en Barbados                            |                                                                                       |
| Bélgica                                                                               | 2 984 498                                                                             | Nacional Nacional                                                                     | Entre el 14 de marzo y el 17 de mayo Entre el 9 y el 15 de noviembre                                                                  | Pandemia de enfermedad por coronavirus de 2020 en Bélgica                             |                                                                                       |
| Belice                                                                                | 107 891                                                                               | Nacional                                                                              | Desde el 23 de marzo | Pandemia de enfermedad por coronavirus de 2020 en Belice                              |                                                                                       |
| Benín                                                                                 | 3 515 567                                                                             | Nacional                                                                              | Desde el 30 de marzo | Pandemia de enfermedad por coronavirus de 2020 en Benín                               |                                                                                       |
| Bermudas                                                                              | Sin datos                                                                             | Nacional                                                                              | Desde el 23 de marzo | Pandemia de enfermedad por coronavirus de 2020 en Bermudas                            |                                                                                       |
| Birmania                                                                              | 10 572 809                                                                            | Nacional                                                                              | Localizado entre el 16 y el 19 de marzo                                                                                               | Pandemia de enfermedad por coronavirus de 2020 en Birmania                            |                                                                                       |
| Bolivia                                                                               | 2 966 735                                                                             | Nacional                                                                              | Desde el 10 de marzo | Pandemia de enfermedad por coronavirus de 2020 en Bolivia                             |                                                                                       |
| Bosnia y Herzegovina                                                                  | 523 241                                                                               | Nacional                                                                              | Desde el 11 de marzo | Pandemia de enfermedad por coronavirus de 2020 en Bosnia y Herzegovina                |                                                                                       |
| Botsuana                                                                              | 595 707                                                                               | Nacional                                                                              | Desde el 20 de marzo | Pandemia de enfermedad por coronavirus de 2020 en Botsuana                            |                                                                                       |
| Brasil                                                                                | 52 898 349                                                                            | Nacional                                                                              | Localizado entre el 12 y el 26 de marzo                                                                                               | Pandemia de enfermedad por coronavirus de 2020 en Brasil                              |                                                                                       |
| Brunéi                                                                                | 108 360                                                                               | Nacional                                                                              | Desde el 30 de marzo | Pandemia de enfermedad por coronavirus de 2020 en Brunéi                              |                                                                                       |
| Bulgaria                                                                              | 1 224 406                                                                             | Nacional                                                                              | Desde el 26 de marzo | Pandemia de enfermedad por coronavirus de 2020 en Bulgaria                            |                                                                                       |
| Burkina Faso                                                                          | 4 686 723                                                                             | Nacional                                                                              | Desde el 16 de marzo | Pandemia de enfermedad por coronavirus de 2020 en Burkina Faso                        |                                                                                       |
| Bután                                                                                 | 188 432                                                                               | Nacional                                                                              | Localizado entre el 6 y el 17 de marzo                                                                                                | Pandemia de enfermedad por coronavirus de 2020 en Bután                               |                                                                                       |
| Cabo Verde                                                                            | 152 574                                                                               | Nacional                                                                              | Sin cierres entre el 10 y el 13 de abril                                                                                              | Pandemia de enfermedad por coronavirus de 2020 en Cabo Verde                          |                                                                                       |
| Camboya                                                                               | 3 541 740                                                                             | Nacional                                                                              | Localizado entre el 8 y el 15 de marzo                                                                                                | Pandemia de enfermedad por coronavirus de 2020 en Camboya                             |                                                                                       |
| Camerún                                                                               | 7 215 039                                                                             | Nacional                                                                              | Desde el 18 de marzo | Pandemia de enfermedad por coronavirus de 2020 en Camerún                             |                                                                                       |
| Canadá                                                                                | 6 643 213                                                                             | Nacional                                                                              | Localizado entre el 13 y el 29 de marzo                                                                                               | Pandemia de enfermedad por coronavirus de 2020 en Canadá                              |                                                                                       |
| Catar                                                                                 | 343 524                                                                               | Nacional                                                                              | Desde el 10 de marzo | Pandemia de enfermedad por coronavirus de 2020 en Catar                               |                                                                                       |
| Chad                                                                                  | 2 804 270                                                                             | Nacional                                                                              | Desde el 10 de marzo | Pandemia de enfermedad por coronavirus de 2020 en Chad                                |                                                                                       |
| Chile                                                                                 | 4 891 092                                                                             | Nacional                                                                              | Desde el 10 de marzo | Pandemia de enfermedad por coronavirus de 2020 en Chile                               |                                                                                       |
| Chipre                                                                                | 180 617                                                                               | Nacional                                                                              | Desde el 13 de marzo | Pandemia de enfermedad por coronavirus de 2020 en Chipre                              |                                                                                       |
| Colombia                                                                              | 12 842 289                                                                            | Nacional                                                                              | Desde el 16 de marzo | Pandemia de enfermedad por coronavirus de 2020 en Colombia                            |                                                                                       |
| Comoras                                                                               | 219 609                                                                               | Nacional                                                                              | Desde el 20 de marzo | Pandemia de enfermedad por coronavirus de 2020 en Comoras                             |                                                                                       |
| Congo                                                                                 | 1 182 484                                                                             | Nacional                                                                              | Desde el 19 de marzo | Pandemia de enfermedad por coronavirus de 2020 en Congo                               |                                                                                       |
| Corea del Norte                                                                       | 4 182 544                                                                             | Nacional                                                                              | Desde el 2 de marzo | Pandemia de enfermedad por coronavirus de 2020 en Corea del Norte                     |                                                                                       |
| Corea del Sur                                                                         | 10 181 358                                                                            | Nacional                                                                              | Desde el 2 de marzo | Pandemia de enfermedad por coronavirus de 2020 en Corea del Sur                       |                                                                                       |
| Costa de Marfil                                                                       | 6 338 832                                                                             | Nacional                                                                              | Desde el 17 de marzo | Pandemia de enfermedad por coronavirus de 2020 en Costa de Marfil                     |                                                                                       |
| Costa Rica                                                                            | 1 317 482                                                                             | Nacional                                                                              | Desde el 17 de marzo | Pandemia de enfermedad por coronavirus de 2020 en Costa Rica                          |                                                                                       |
| Croacia                                                                               | 787 188                                                                               | Localizado                                                                            | Nacional entre el 17 de marzo y el 10 de abril                                                                                        | Pandemia de enfermedad por coronavirus de 2020 en Croacia                             |                                                                                       |
| Cuba                                                                                  | 2 202 822                                                                             | Nacional                                                                              | Desde el 24 de marzo | Pandemia de enfermedad por coronavirus de 2020 en Cuba                                |                                                                                       |
| Curazao                                                                               | 34 227                                                                                | Nacional                                                                              | Desde el 17 de marzo | Pandemia de enfermedad por coronavirus de 2020 en Curazao                             |                                                                                       |
| Dinamarca                                                                             | 1 497 943                                                                             | Localizado                                                                            | Nacional entre el 16 de marzo y el 14 de abril                                                                                        | Pandemia de enfermedad por coronavirus de 2020 en Dinamarca                           |                                                                                       |
| Dominica                                                                              | 14 552                                                                                | Nacional                                                                              | Desde el 23 de marzo | Pandemia de enfermedad por coronavirus de 2020 en Dominica                            |                                                                                       |
| Ecuador                                                                               | 5 131 897                                                                             | Nacional                                                                              | Desde el 13 de marzo | Pandemia de enfermedad por coronavirus de 2020 en Ecuador                             |                                                                                       |
| Egipto                                                                                | 26 071 893                                                                            | Nacional                                                                              | Desde el 16 de marzo | Pandemia de enfermedad por coronavirus de 2020 en Egipto                              |                                                                                       |
| El Salvador                                                                           | 1 604 845                                                                             | Nacional                                                                              | Desde el 11 de marzo | Pandemia de enfermedad por coronavirus de 2020 en El Salvador                         |                                                                                       |
| Emiratos Árabes Unidos                                                                | 1 362 359                                                                             | Nacional                                                                              | Desde el 8 de marzo | Pandemia de enfermedad por coronavirus de 2020 en los Emiratos Árabes Unidos          |                                                                                       |
| Eritrea                                                                               | 667 452                                                                               | Nacional                                                                              | Desde el 27 de marzo | Pandemia de enfermedad por coronavirus de 2020 en Eritrea                             |                                                                                       |
| Eslovaquia                                                                            | 988 103                                                                               | Nacional                                                                              | Localizado entre el 10 y el 25 de marzo                                                                                               | Pandemia de enfermedad por coronavirus de 2020 en Eslovaquia                          |                                                                                       |
| Eslovenia                                                                             | 412 224                                                                               | Nacional                                                                              | Desde el 26 de marzo | Pandemia de enfermedad por coronavirus de 2020 en Eslovenia                           |                                                                                       |
| España                                                                                | 7 996 895                                                                             | Nacional                                                                              | Localizado entre el 11 y el 15 de marzo                                                                                               | Pandemia de enfermedad por coronavirus de 2020 en España                              |                                                                                       |
| Estados Federados de Micronesia                                                       | 31 195                                                                                | Nacional                                                                              | Desde el 16 de marzo | Pandemia de enfermedad por coronavirus de 2020 en Estados Federados de Micronesia     |                                                                                       |
| Estados Unidos                                                                        | 77 678 500                                                                            | Localizado                                                                            | Desde el 28 de febrero | Pandemia de enfermedad por coronavirus de 2020 en Estados Unidos                      |                                                                                       |
| Estonia                                                                               | 272 781                                                                               | Nacional                                                                              | Desde el 16 de marzo | Pandemia de enfermedad por coronavirus de 2020 en Estonia                             |                                                                                       |
| Esuatini                                                                              | 377 935                                                                               | Nacional                                                                              | Desde el 19 de marzo | Pandemia de enfermedad por coronavirus de 2020 en Esuatini                            |                                                                                       |
| Etiopía                                                                               | 24 497 027                                                                            | Nacional                                                                              | Desde el 16 de marzo | Pandemia de enfermedad por coronavirus de 2020 en Etiopía                             |                                                                                       |
| Filipinas                                                                             | 28 451 212                                                                            | Nacional                                                                              | Localizado entre el 10 y el 15 de marzo                                                                                               | Pandemia de enfermedad por coronavirus de 2020 en Filipinas                           |                                                                                       |
| Finlandia                                                                             | 1 409 324                                                                             | Nacional                                                                              | Desde el 18 de marzo | Pandemia de enfermedad por coronavirus de 2020 en Finlandia                           |                                                                                       |
| Fiyi                                                                                  | 229 247                                                                               | Nacional                                                                              | Desde el 23 de marzo | Pandemia de enfermedad por coronavirus de 2020 en Fiyi                                |                                                                                       |
| Francia                                                                               | 15 462 340                                                                            | Nacional                                                                              | Entre el 16 de marzo y el 10 de mayo                                                                                                  | Pandemia de enfermedad por coronavirus de 2020 en Francia                             |                                                                                       |
| Gabón                                                                                 | 478 438                                                                               | Nacional                                                                              | Desde el 16 de marzo | Pandemia de enfermedad por coronavirus de 2020 en Gabón                               |                                                                                       |
| Gambia                                                                                | 597 708                                                                               | Nacional                                                                              | Desde el 18 de marzo | Pandemia de enfermedad por coronavirus de 2020 en Gambia                              |                                                                                       |
| Georgia                                                                               | 814 941                                                                               | Nacional                                                                              | Desde el 2 de marzo | Pandemia de enfermedad por coronavirus de 2020 en Georgia                             |                                                                                       |
| Ghana                                                                                 | 9 696 756                                                                             | Nacional                                                                              | Desde el 16 de marzo | Pandemia de enfermedad por coronavirus de 2020 en Ghana                               |                                                                                       |
| Granada                                                                               | 17 827                                                                                | Nacional                                                                              | Desde el 16 de marzo | Pandemia de enfermedad por coronavirus de 2020 en Granada                             |                                                                                       |
| Grecia                                                                                | 2 204 532                                                                             | Nacional Nacional                                                                     | Localizado entre el 5 y el 10 de marzo Del 16 de noviembre al 10 de enero de 2021                                                     | Pandemia de enfermedad por coronavirus de 2020 en Grecia                              |                                                                                       |
| Guatemala                                                                             | 4 559 618                                                                             | Nacional                                                                              | Desde el 16 de marzo | Pandemia de enfermedad por coronavirus de 2020 en Guatemala                           |                                                                                       |
| Guinea                                                                                | 2 761 717                                                                             | Nacional                                                                              | Desde el 25 de marzo | Pandemia de enfermedad por coronavirus de 2020 en Guinea                              |                                                                                       |
| Guinea-Bisáu                                                                          | 346 705                                                                               | Nacional                                                                              | Desde el 17 de marzo | Pandemia de enfermedad por coronavirus de 2020 en Guinea-Bisáu                        |                                                                                       |
| Guinea Ecuatorial                                                                     | 159 539                                                                               | Nacional                                                                              | Desde el 15 de marzo | Pandemia de enfermedad por coronavirus de 2020 en Guinea Ecuatorial                   |                                                                                       |
| Guyana                                                                                | 217 151                                                                               | Nacional                                                                              | Desde el 16 de marzo | Pandemia de enfermedad por coronavirus de 2020 en Guyana                              |                                                                                       |
| Haití                                                                                 | Sin datos                                                                             | Nacional                                                                              | Desde el 20 de marzo | Pandemia de enfermedad por coronavirus de 2020 en Haití                               |                                                                                       |
| Honduras                                                                              | 2 290 953                                                                             | Nacional                                                                              | Desde el 12 de marzo | Pandemia de enfermedad por coronavirus de 2020 en Honduras                            |                                                                                       |
| Hungría                                                                               | 1 791 758                                                                             | Nacional                                                                              | Localizado entre el 11 y el 15 de marzo                                                                                               | Pandemia de enfermedad por coronavirus de 2020 en Hungría                             |                                                                                       |
| India                                                                                 | 320 713 810                                                                           | Nacional                                                                              | Localizado entre el 4 y el 24 de marzo                                                                                                | Pandemia de enfermedad por coronavirus de 2020 en India                               |                                                                                       |
| Indonesia                                                                             | 68 265 787                                                                            | Nacional                                                                              | Localizado entre el 16 y el 24 de marzo                                                                                               | Pandemia de enfermedad por coronavirus de 2020 en Indonesia                           |                                                                                       |
| Irak                                                                                  | 7 435 696                                                                             | Nacional                                                                              | Localizado entre el 28 de febrero y el 6 de marzo                                                                                     | Pandemia de enfermedad por coronavirus de 2020 en Irak                                |                                                                                       |
| Irán                                                                                  | 18 635 825                                                                            | Nacional                                                                              | Desde el 26 de febrero | Pandemia de enfermedad por coronavirus de 2020 en Irán                                |                                                                                       |
| Irlanda                                                                               | 1 289 122                                                                             | Nacional                                                                              | Desde el 12 de marzo | Pandemia de enfermedad por coronavirus de 2020 en Irlanda                             |                                                                                       |
| Islandia                                                                              | 98 224                                                                                | Localizado                                                                            | Desde el 16 de marzo | Pandemia de enfermedad por coronavirus de 2020 en Islandia                            |                                                                                       |
| Islas Caimán                                                                          | 10 094                                                                                | Nacional                                                                              | Desde el 14 de marzo | Pandemia de enfermedad por coronavirus de 2020 en Islas Caimán                        |                                                                                       |
| Islas Feroe                                                                           | Sin datos                                                                             | Localizado                                                                            | Nacional entre el 16 de marzo y el 19 de abril                                                                                        | Pandemia de enfermedad por coronavirus de 2020 en Islas Feore                         |                                                                                       |
| Islas Salomón                                                                         | 195 749                                                                               | Nacional                                                                              | Desde el 30 de marzo | Pandemia de enfermedad por coronavirus de 2020 en Islas Salomón                       |                                                                                       |
| Islas Turcas y Caicos                                                                 | 7359                                                                                  | Nacional                                                                              | Desde el 20 de marzo | Pandemia de enfermedad por coronavirus de 2020 en Islas Turcas y Caicos               |                                                                                       |
| Islas Vírgenes Británicas                                                             | 6704                                                                                  | Nacional                                                                              | Desde el 19 de marzo | Pandemia de enfermedad por coronavirus de 2020 en Islas Vírgenes Británicas           |                                                                                       |
| Israel                                                                                | 2 648 636                                                                             | Nacional                                                                              | Desde el 12 de marzo | Pandemia de enfermedad por coronavirus de 2020 en Israel                              |                                                                                       |
| Italia                                                                                | 10 876 792                                                                            | Nacional                                                                              | Localizado entre el 24 de febrero y el 9 de marzo                                                                                     | Pandemia de enfermedad por coronavirus de 2020 en Italia                              |                                                                                       |
| Jamaica                                                                               | 627 156                                                                               | Nacional                                                                              | Desde el 13 de marzo | Pandemia de enfermedad por coronavirus de 2020 en Jamaica                             |                                                                                       |
| Japón                                                                                 | 20 349 962                                                                            | Localizado                                                                            | Nacional entre el 2 de marzo y el 5 de abril                                                                                          | Pandemia de enfermedad por coronavirus de 2020 en Japón                               |                                                                                       |
| Jordania                                                                              | 2 372 736                                                                             | Nacional                                                                              | Desde el 15 de marzo | Pandemia de enfermedad por coronavirus de 2020 en Jordania                            |                                                                                       |
| Kazajistán                                                                            | 5 060 284                                                                             | Nacional                                                                              | Desde el 16 de marzo | Pandemia de enfermedad por coronavirus de 2020 en Kazajistán                          |                                                                                       |
| Kenia                                                                                 | 15 257 191                                                                            | Nacional                                                                              | Desde el 16 de marzo | Pandemia de enfermedad por coronavirus de 2020 en Kenia                               |                                                                                       |
| Kirguistán                                                                            | 1 661 618                                                                             | Nacional                                                                              | Desde el 16 de marzo | Pandemia de enfermedad por coronavirus de 2020 en Kirguistán                          |                                                                                       |
| Kuwait                                                                                | 777 169                                                                               | Nacional                                                                              | Desde el 1 de marzo | Pandemia de enfermedad por coronavirus de 2020 en Kuwait                              |                                                                                       |
| Laos                                                                                  | 1 787 732                                                                             | Nacional                                                                              | Desde el 19 de marzo | Pandemia de enfermedad por coronavirus de 2020 en Laos                                |                                                                                       |
| Lesoto                                                                                | 579 807                                                                               | Nacional                                                                              | Desde el 19 de marzo | Pandemia de enfermedad por coronavirus de 2020 en Lesoto                              |                                                                                       |
| Letonia                                                                               | 396 782                                                                               | Nacional                                                                              | Desde el 13 de marzo | Pandemia de enfermedad por coronavirus de 2020 en Letonia                             |                                                                                       |
| Líbano                                                                                | 1 363 393                                                                             | Nacional                                                                              | Desde el 2 de marzo | Pandemia de enfermedad por coronavirus de 2020 en Líbano                              |                                                                                       |
| Liberia                                                                               | 1 415 811                                                                             | Nacional                                                                              | Desde el 16 de marzo | Pandemia de enfermedad por coronavirus de 2020 en Liberia                             |                                                                                       |
| Libia                                                                                 | 1 885 226                                                                             | Nacional                                                                              | Desde el 16 de marzo | Pandemia de enfermedad por coronavirus de 2020 en Libia                               |                                                                                       |
| Liechtenstein                                                                         | 6817                                                                                  | Nacional                                                                              | Desde el 16 de marzo | Pandemia de enfermedad por coronavirus de 2020 en Liechtenstein                       |                                                                                       |
| Lituania                                                                              | 586 120                                                                               | Nacional                                                                              | Desde el 16 de marzo | Pandemia de enfermedad por coronavirus de 2020 en Lituania                            |                                                                                       |
| Luxemburgo                                                                            | 109 897                                                                               | Nacional                                                                              | Desde el 16 de marzo | Pandemia de enfermedad por coronavirus de 2020 en Luxemburgo                          |                                                                                       |
| Macedonia del Norte                                                                   | 359 623                                                                               | Nacional                                                                              | Desde el 11 de marzo | Pandemia de enfermedad por coronavirus de 2020 en Macedonia del Norte                 |                                                                                       |
| Madagascar                                                                            | Sin datos                                                                             | Localizado                                                                            | Nacional entre el 21 de marzo y el 21 de abril                                                                                        | Pandemia de enfermedad por coronavirus de 2020 en Madagascar                          |                                                                                       |
| Malasia                                                                               | 7 962 033                                                                             | Nacional                                                                              | Desde el 18 de marzo | Pandemia de enfermedad por coronavirus de 2020 en Malasia                             |                                                                                       |
| Malaui                                                                                | 6 855 636                                                                             | Nacional                                                                              | Desde el 23 de marzo | Pandemia de enfermedad por coronavirus de 2020 en Malaui                              |                                                                                       |
| Maldivas                                                                              | 109 688                                                                               | Nacional                                                                              | Desde el 12 de marzo | Pandemia de enfermedad por coronavirus de 2020 en Maldivas                            |                                                                                       |
| Mali                                                                                  | 3 727 291                                                                             | Nacional                                                                              | Desde el 19 de marzo | Pandemia de enfermedad por coronavirus de 2020 en Mali                                |                                                                                       |
| Malta                                                                                 | 80 205                                                                                | Nacional                                                                              | Desde el 13 de marzo | Pandemia de enfermedad por coronavirus de 2020 en Malta                               |                                                                                       |
| Marruecos                                                                             | 8 943 156                                                                             | Nacional                                                                              | Desde el 16 de marzo | Pandemia de enfermedad por coronavirus de 2020 en Marruecos                           |                                                                                       |
| Mauricio                                                                              | 277 099                                                                               | Nacional                                                                              | Desde el 19 de marzo | Pandemia de enfermedad por coronavirus de 2020 en Mauricio                            |                                                                                       |
| Mauritania                                                                            | 947 589                                                                               | Nacional                                                                              | Desde el 16 de marzo | Pandemia de enfermedad por coronavirus de 2020 en Mauritania                          |                                                                                       |
| México                                                                                | 37 589 611                                                                            | Nacional                                                                              | Desde el 23 de marzo | Pandemia de enfermedad por coronavirus de 2020 en México                              |                                                                                       |
| Moldavia                                                                              | 586 158                                                                               | Nacional                                                                              | Desde el 11 de marzo | Pandemia de enfermedad por coronavirus de 2020 en Moldavia                            |                                                                                       |
| Mongolia                                                                              | 999 014                                                                               | Nacional                                                                              | Desde el 19 de febrero | Pandemia de enfermedad por coronavirus de 2020 en Mongolia                            |                                                                                       |
| Mónaco                                                                                | 7329                                                                                  | Nacional                                                                              | Desde el 16 de marzo | Pandemia de enfermedad por coronavirus de 2020 en Mónaco                              |                                                                                       |
| Montenegro                                                                            | 135 689                                                                               | Nacional                                                                              | Desde el 16 de marzo | Pandemia de enfermedad por coronavirus de 2020 en Montenegro                          |                                                                                       |
| Montserrat                                                                            | 923                                                                                   | Nacional                                                                              | Desde el 16 de marzo | Pandemia de enfermedad por coronavirus de 2020 en Montserrat                          |                                                                                       |
| Mozambique                                                                            | 7 993 520                                                                             | Nacional                                                                              | Desde el 23 de marzo | Pandemia de enfermedad por coronavirus de 2020 en Mozambique                          |                                                                                       |
| Namibia                                                                               | 748 375                                                                               | Nacional                                                                              | Desde el 16 de marzo | Pandemia de enfermedad por coronavirus de 2020 en Namibia                             |                                                                                       |
| Nepal                                                                                 | 8 796 624                                                                             | Nacional                                                                              | Desde el 19 de marzo | Pandemia de enfermedad por coronavirus de 2020 en Nepal                               |                                                                                       |
| Níger                                                                                 | 3 821 784                                                                             | Nacional                                                                              | Desde el 23 de marzo | Pandemia de enfermedad por coronavirus de 2020 en Níger                               |                                                                                       |
| Nigeria                                                                               | 39 440 016                                                                            | Nacional                                                                              | Desde el 26 de marzo | Pandemia de enfermedad por coronavirus de 2020 en Nigeria                             |                                                                                       |
| Noruega                                                                               | 1 357 563                                                                             | Localizado                                                                            | Nacional entre el 12 de marzo y el 26 de abril                                                                                        | Pandemia de enfermedad por coronavirus de 2020 en Noruega                             |                                                                                       |
| Nueva Zelanda                                                                         | Sin datos                                                                             | Nacional                                                                              | Desde el 24 de marzo | Pandemia de enfermedad por coronavirus de 2020 en Nueva Zelanda                       |                                                                                       |
| Omán                                                                                  | 900 153                                                                               | Nacional                                                                              | Desde el 15 de marzo | Pandemia de enfermedad por coronavirus de 2020 en Omán                                |                                                                                       |
| Países Bajos                                                                          | 4 211 999                                                                             | Nacional                                                                              | Desde el 16 de marzo | Pandemia de enfermedad por coronavirus de 2020 en Países Bajos                        |                                                                                       |
| Pakistán                                                                              | 46 803 407                                                                            | Nacional                                                                              | Localizado entre el 27 de febrero y el 14 de marzo                                                                                    | Pandemia de enfermedad por coronavirus de 2020 en Pakistán                            |                                                                                       |
| Palestina                                                                             | 1 626 357                                                                             | Nacional                                                                              | Localizado entre el 5 y el 15 de marzo                                                                                                | Pandemia de enfermedad por coronavirus de 2020 en Palestina                           |                                                                                       |
| Panamá                                                                                | 998 348                                                                               | Nacional                                                                              | Desde el 12 de marzo | Pandemia de enfermedad por coronavirus de 2020 en Panamá                              |                                                                                       |
| Paraguay                                                                              | 1 744 889                                                                             | Nacional                                                                              | Desde el 11 de marzo | Pandemia de enfermedad por coronavirus de 2020 en Paraguay                            |                                                                                       |
| Perú                                                                                  | 9 911 513                                                                             | Nacional                                                                              | Desde el 11 y 12 de marzo | Pandemia de enfermedad por coronavirus de 2020 en Perú                                |                                                                                       |
| Polonia                                                                               | 7 553 488                                                                             | Nacional                                                                              | Desde el 16 de marzo | Pandemia de enfermedad por coronavirus de 2020 en Polonia                             |                                                                                       |
| Portugal                                                                              | 2 000 703                                                                             | Nacional                                                                              | Localizado entre el 5 y el 15 de marzo                                                                                                | Pandemia de enfermedad por coronavirus de 2020 en Portugal                            |                                                                                       |
| Reino Unido                                                                           | 15 401 612                                                                            | Nacional                                                                              | Localizado entre el 28 de febrero y el 19 de marzo                                                                                    | Pandemia de enfermedad por coronavirus de 2020 en Reino Unido                         |                                                                                       |
| República Centroafricana                                                              | 976 622                                                                               | Nacional                                                                              | Desde el 30 de marzo | Pandemia de enfermedad por coronavirus de 2020 en la República Centroafricana         |                                                                                       |
| República Checa                                                                       | 2 068 763                                                                             | Nacional                                                                              | Desde el 11 de marzo | Pandemia de enfermedad por coronavirus de 2020 en República Checa                     |                                                                                       |
| República Democrática del Congo                                                       | 19 185 427                                                                            | Nacional                                                                              | Desde el 19 de marzo | Pandemia de enfermedad por coronavirus de 2020 en la República Democrática del Congo  |                                                                                       |
| República Dominicana                                                                  | 3 006 800                                                                             | Nacional                                                                              | Desde el 19 de marzo | Pandemia de enfermedad por coronavirus de 2020 en República Dominicana                |                                                                                       |
| República Popular China                                                               | 278 436 085                                                                           | Localizado                                                                            | Nacional entre el 21 de febrero y el 26 de abril                                                                                      | Pandemia de enfermedad por coronavirus de 2019-2020 en la República Popular China     |                                                                                       |
| Ruanda                                                                                | 3 464 409                                                                             | Nacional                                                                              | Desde el 16 de marzo | Pandemia de enfermedad por coronavirus de 2020 en Ruanda                              |                                                                                       |
| Rumania                                                                               | 3 483 465                                                                             | Nacional                                                                              | Desde el 19 de marzo | Pandemia de enfermedad por coronavirus de 2020 en Rumania                             |                                                                                       |
| Rusia                                                                                 | 28 618 149                                                                            | Localizado                                                                            | Desde el 11 de marzo | Pandemia de enfermedad por coronavirus de 2020 en Rusia                               |                                                                                       |
| Samoa                                                                                 | Sin datos                                                                             | Nacional                                                                              | Desde el 20 de marzo | Pandemia de enfermedad por coronavirus de 2020 en Samoa                               |                                                                                       |
| San Cristóbal y Nieves                                                                | 14 410                                                                                | Nacional                                                                              | Desde el 31 de marzo | Pandemia de enfermedad por coronavirus de 2020 en San Cristóbal y Nieves              |                                                                                       |
| San Marino                                                                            | 4999                                                                                  | Nacional                                                                              | Desde el 24 de febrero | Pandemia de enfermedad por coronavirus de 2020 en San Marino                          |                                                                                       |
| San Vicente y las Granadinas                                                          | 27 700                                                                                | Nacional                                                                              | Desde el 23 de marzo | Pandemia de enfermedad por coronavirus de 2020 en San Vicente y las Granadinas        |                                                                                       |
| Santa Lucía                                                                           | 33 162                                                                                | Nacional                                                                              | Desde el 16 de marzo | Pandemia de enfermedad por coronavirus de 2020 en Santa Lucía                         |                                                                                       |
| Santo Tomé y Príncipe                                                                 | 74 610                                                                                | Nacional                                                                              | Desde el 20 de marzo | Pandemia de enfermedad por coronavirus de 2020 en Santo Tomé y Príncipe               |                                                                                       |
| Senegal                                                                               | 3 660 526                                                                             | Nacional                                                                              | Desde el 16 de marzo | Pandemia de enfermedad por coronavirus de 2020 en Senegal                             |                                                                                       |
| Serbia                                                                                | 1 220 968                                                                             | Nacional                                                                              | Desde el 16 de marzo | Pandemia de enfermedad por coronavirus de 2020 en Serbia                              |                                                                                       |
| Seychelles                                                                            | 20 905                                                                                | Localizado                                                                            | Desde el 16 de marzo | Pandemia de enfermedad por coronavirus de 2020 en Seychelles                          |                                                                                       |
| Sierra Leona                                                                          | 1 961 620                                                                             | Nacional                                                                              | Desde el 31 de marzo | Pandemia de enfermedad por coronavirus de 2020 en Sierra Leona                        |                                                                                       |
| Singapur                                                                              | 600 587                                                                               | Nacional                                                                              | Desde el 8 de abril | Pandemia de enfermedad por coronavirus de 2020 en Singapur                            |                                                                                       |
| Sint Maarten                                                                          | 7732                                                                                  | Nacional                                                                              | Desde el 18 de marzo | Pandemia de enfermedad por coronavirus de 2020 en Sint Maarten                        |                                                                                       |
| Siria                                                                                 | 4 188 528                                                                             | Nacional                                                                              | Desde el 16 de marzo | Pandemia de enfermedad por coronavirus de 2020 en Siria                               |                                                                                       |
| Somalía                                                                               | 544 061                                                                               | Nacional                                                                              | Desde el 18 de marzo | Pandemia de enfermedad por coronavirus de 2020 en Somalía                             |                                                                                       |
| Sri Lanka                                                                             | 5 570 666                                                                             | Nacional                                                                              | Desde el 13 de marzo | Pandemia de enfermedad por coronavirus de 2020 en Sri Lanka                           |                                                                                       |
| Suazilandia                                                                           | 377 935                                                                               | Nacional                                                                              | Desde el 19 de marzo | Pandemia de enfermedad por coronavirus de 2020 en Suazilandia                         |                                                                                       |
| Sudáfrica                                                                             | 14 612 546                                                                            | Nacional                                                                              | Desde el 18 de marzo | Pandemia de enfermedad por coronavirus de 2020 en Sudáfrica                           |                                                                                       |
| Sudán                                                                                 | 8 375 193                                                                             | Nacional                                                                              | Desde el 16 de marzo | Pandemia de enfermedad por coronavirus de 2020 en Sudán                               |                                                                                       |
| Sudán del Sur                                                                         | 3 558 994                                                                             | Nacional                                                                              | Desde el 18 de marzo | Pandemia de enfermedad por coronavirus de 2020 en Sudán del Sur                       |                                                                                       |
| Suecia                                                                                | 2 665 410                                                                             | Localizado                                                                            | Desde el 18 de marzo | Pandemia de enfermedad por coronavirus de 2020 en Suecia                              |                                                                                       |
| Suiza                                                                                 | 1 589 837                                                                             | Nacional                                                                              | Localizado entre el 12 y el 15 de marzo                                                                                               | Pandemia de enfermedad por coronavirus de 2020 en Suiza                               |                                                                                       |
| Surinam                                                                               | 149 434                                                                               | Nacional                                                                              | Desde el 16 de marzo | Pandemia de enfermedad por coronavirus de 2020 en Surinam                             |                                                                                       |
| Tailandia                                                                             | 15 401 441                                                                            | Nacional                                                                              | Desde el 18 de marzo | Pandemia de enfermedad por coronavirus de 2020 en Tailandia                           |                                                                                       |
| Tanzania                                                                              | 13 861 603                                                                            | Nacional                                                                              | Desde el 19 de marzo | Pandemia de enfermedad por coronavirus de 2020 en Tanzania                            |                                                                                       |
| Timor Oriental                                                                        | 408 633                                                                               | Nacional                                                                              | Desde el 23 de marzo | Pandemia de enfermedad por coronavirus de 2020 en Timor Oriental                      |                                                                                       |
| Togo                                                                                  | 2 534 486                                                                             | Nacional                                                                              | Desde el 20 de marzo | Pandemia de enfermedad por coronavirus de 2020 en Togo                                |                                                                                       |
| Trinidad y Tobago                                                                     | 283 067                                                                               | Nacional                                                                              | Desde el 14 de marzo | Pandemia de enfermedad por coronavirus de 2020 en Trinidad y Tobago                   |                                                                                       |
| Túnez                                                                                 | 2 771 845                                                                             | Nacional                                                                              | Desde el 16 de marzo | Pandemia de enfermedad por coronavirus de 2020 en Túnez                               |                                                                                       |
| Turquía                                                                               | 24 901 925                                                                            | Nacional                                                                              | Desde el 16 de marzo | Pandemia de enfermedad por coronavirus de 2020 en Turquía                             |                                                                                       |
| Ucrania                                                                               | 6 785 004                                                                             | Nacional                                                                              | Localizado entre el 6 y el 11 de marzo                                                                                                | Pandemia de enfermedad por coronavirus de 2020 en Ucrania                             |                                                                                       |
| Uganda                                                                                | 10 646 478                                                                            | Nacional                                                                              | Desde el 20 de marzo | Pandemia de enfermedad por coronavirus de 2020 en Uganda                              |                                                                                       |
| Uruguay                                                                               | 956 304                                                                               | Nacional                                                                              | Desde el 16 de marzo | Pandemia de enfermedad por coronavirus de 2020 en Uruguay                             |                                                                                       |
| Uzbekistán                                                                            | 7 410 552                                                                             | Nacional                                                                              | Desde el 16 de marzo | Pandemia de enfermedad por coronavirus de 2020 en Uzbekistán                          |                                                                                       |
| Venezuela                                                                             | 8 989 863                                                                             | Nacional                                                                              | Desde el 16 de marzo | Pandemia de enfermedad por coronavirus de 2020 en Venezuela                           |                                                                                       |
| Vietnam                                                                               | 14 949 044                                                                            | Nacional                                                                              | Localizado entre el 28 de febrero y el 30 de marzo                                                                                    | Pandemia de enfermedad por coronavirus de 2020 en Vietnam                             |                                                                                       |
| Yemen                                                                                 | 6 119 823                                                                             | Nacional                                                                              | Localizado entre el 15 y el 24 de marzo                                                                                               | Pandemia de enfermedad por coronavirus de 2020 en Yemen                               |                                                                                       |
| Yibuti                                                                                | 142 564                                                                               | Nacional                                                                              | Desde el 20 de marzo | Pandemia de enfermedad por coronavirus de 2020 en Yibuti                              |                                                                                       |
| Zambia                                                                                | 3 501 816                                                                             | Nacional                                                                              | Desde el 20 de marzo | Pandemia de enfermedad por coronavirus de 2020 en Zambia                              |                                                                                       |
| Zimbabue                                                                              | 4 130 348                                                                             | Nacional                                                                              | Desde el 24 de marzo | Pandemia de enfermedad por coronavirus de 2020 en Zimbabue                            |                                                                                       |

## Consecuencias
El cierre de escuelas impacta no solo a estudiantes, maestros y familias, sino que tiene consecuencias económicas y sociales de largo alcance. En el corto plazo, el cierre masivo de instituciones educativas afecta económicamente en los grupos familiares con hijos en alguna etapa de su educación formal.

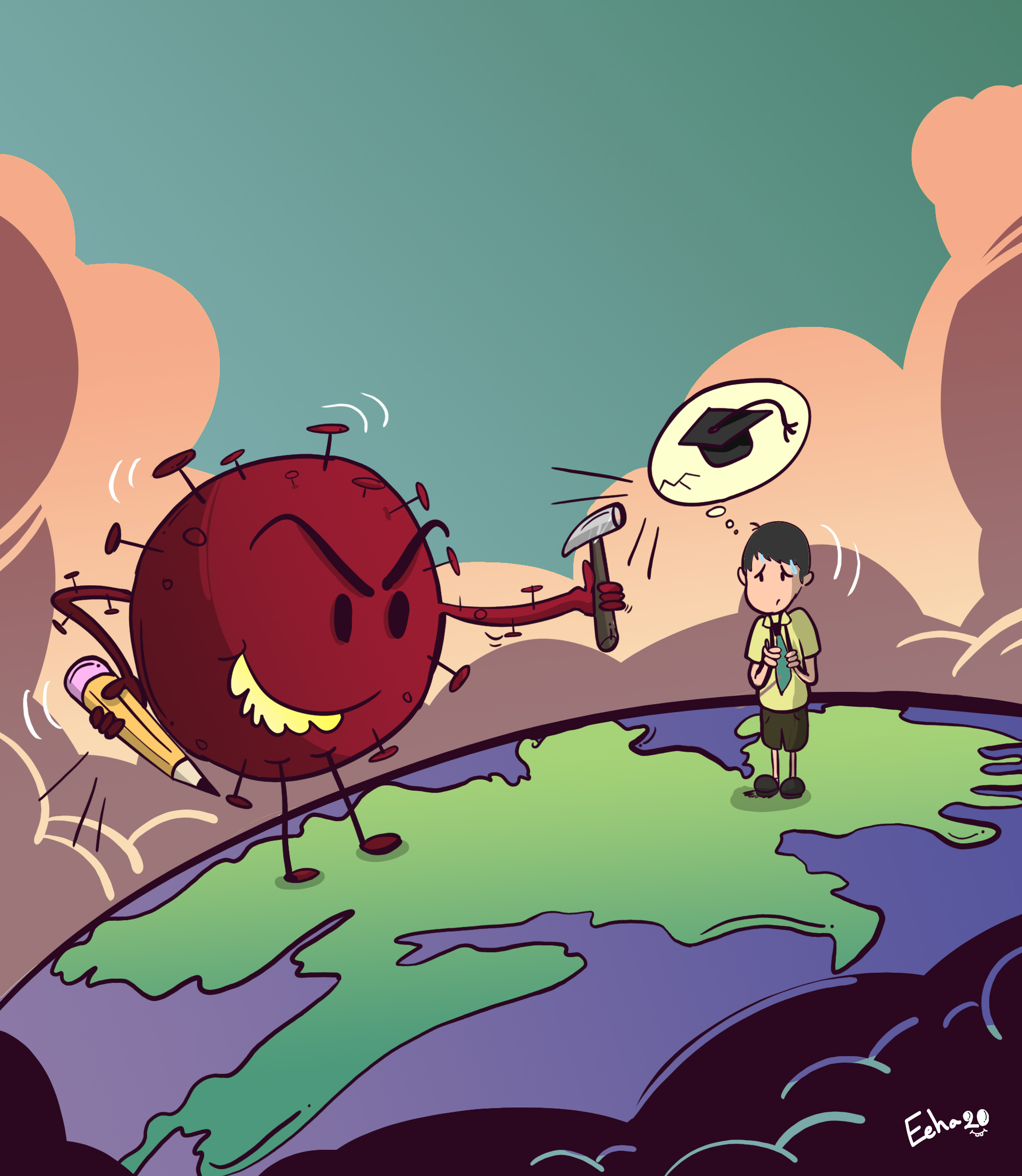
Según la OIT y UNICEF, la pandemia de COVID-19 puede empujar a millones de niños más al trabajo infantil en los países en desarrollo (11 de junio de 2020).

Los niños han sufrido un cambio muy importante en el área socio-afectiva, pues debido al encierro por la cuarentena, han perdido la interacción con sus pares, imposibilitando el proceso de socialización donde aprenden a relacionarse y construyen los afectos (sentimientos) hacia sí mismos y hacia los demás.
El impacto se acentúa en los casos de los niños y jóvenes provenientes de familias de bajos recursos o en situación de vulnerabilidad socioeconómica. En estos casos, pueden producirse interrupciones en el aprendizaje, deficiencias en la nutrición y alteraciones psicosociales, en el entorno de grupos familiares afectados simultáneamente por la disminución o pérdida de fuentes de trabajo. Este impacto ha generado varias confrontaciones sociopolíticas por las necesidades básicas que demanda la población, sobre todo de escasos recursos, quienes exigen la implantación de beneficios que equilibren la calidad de vida que se ha visto afectada por la pandemia, en algunos países se ha recurrido a la necesidad del retiro de los ahorros previsionales.
En términos generales, la pandemia aumentó las dificultades de aquellos estudiantes o grupos que, antes de ella, sufrían limitaciones, debido a la pobreza, género, origen étnico, edad, algún tipo o grado de discapacidad, o varias de estas condiciones, acentuando el riesgo de desigualdad y discriminación. Las consecuencias, según algunas autoridades puede desencadenar una “catástrofe generacional” esto por el aumento en las brechas de aprendizaje, en las tasas de deserción escolar y un alto impacto en el desarrollo socioemocional de los estudiantes afectados.
Según un estudio hecho por el ministerio de educación en Chile en conjunto del banco mundial, si la suspensión de clases se mantiene durante diez meses (todo el año escolar) se proyecta que los alumnos podrían perder, en promedio, un 88% de los aprendizajes esperados para un año. Una situación que se vería más perjudicial en los estudiantes de menores recursos, quienes podrían perder un 95% de los aprendizajes esperados, esto por las dificultades de conectividad que enfrentan los niños y jóvenes de escasos recursos, algunas instituciones educativas han incorporado diversos mecanismos provisorios para alivianar esta problemática, como la entrega de notebook, Tablet, celulares y recargas de internet.
Los problemas provenientes de los cambios en las relaciones sociales se han vuelto visibles y medibles tanto para adultos como para niños y jóvenes estudiantes. La salud mental comunitaria es un tema relevante a tratar pues como señalan Anguera, M. et al. (2020) " todo 
problema de salud, y más específicamente, de salud mental, se desarrolla en un 
contexto social, cultural y económico"
El cierre masivo de establecimientos educativos tiene consecuencias en ámbitos aparentemente alejados de la educación: en Japón los proveedores de alimentos se vieron afectados por cancelaciones de contratos debido al cierre masivo y simultáneo de los comedores escolares; en España un gran número de jóvenes y otras personas que perdieron sus trabajos habituales se ofrecieron para brindar servicios de cuidado de niños, lo que implica un incremento pronunciado del trabajo precarizado.
Las mujeres que, a escala mundial son las principales responsables del cuidado de los niños, se ven afectadas por la sobrecarga de tareas. Esta situación podría derivar en un incremento de la desigualdad de género, debido a que, además, el mercado del trabajo vinculado a los servicios, en el cual se estima que el 58,6% son mujeres, ha sido el más impactado por la pandemia. Con las medidas de confinamiento existe un mayor número de niñas y niños que están siendo testigos de violencia doméstica, principalmente, contra las mujeres. Presenciar violencia doméstica puede generar estrés postraumático, depresión, ansiedad e impactos a largo plazo en el desarrollo, incluyendo rendimiento escolar, capacidad de atención y concentración, así como el desarrollo de prácticas nocivas como el abuso de sustancias y autolesiones (incluyendo el suicidio).

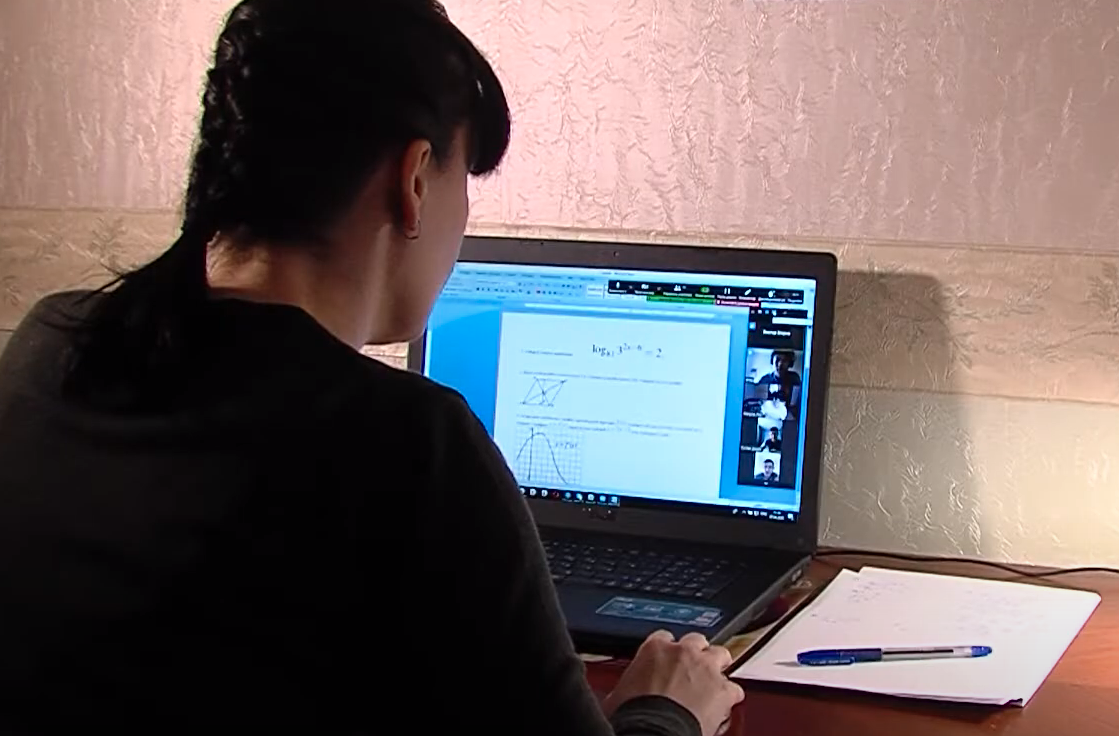
Una lección de matemáticas a distancia por videoconferencia durante la pandemia de COVID-19 en Rusia.

Actualmente, los gobiernos están enfocados en mitigar de la mayor manera posible este impacto educativo frente a las medidas de confinamiento. No obstante, se evidencian diferentes posturas políticas respecto al retorno a clases de forma presencial, generando así debates de la viabilidad de esta modalidad. Algunas posturas buscan resguardar a los niños y jóvenes del posible contagio, en cambio otras buscan que los estudiantes asistan, de igual manera, pero con todas las medidas sanitarias. Sin duda, es un tema que mantiene en la incertidumbre a una gran cantidad de personas a nivel mundial, la cual se está viendo afectada por todo lo que conlleva el confinamiento y la alteración de la cotidianidad que existía, la que se vio afectada por este hecho inédito para todas las nuevas generaciones, que si bien, gracias al auge tecnológico (aunque lejos de la universalización tecnológica), pudo enfrentarse de mejor manera a esta pandemia (COVID 19) que en décadas anteriores.

## Estrategias de los Ministerios de Educación de Latinoamérica
En el contexto de emergencia sanitaria por la Pandemia de COVID-19, diferentes países lograron ejecutar estrategias de educación a distancia en América Latina. Como parte de dichas estrategias, en mayoría se implementaron diversas plataformas educativas, que tienen como fin facilitar el acceso a la educación para las comunidades y poblaciones más vulnerables.
Un ejemplo es Uruguay. Este país, afrontó la crisis educativa que derivó producto de la pandemia gracias a las bases y estructuras que forjó durante 10 años como parte del proyecto gubernamental “Plan Ceibal”, el cual consiste en otorgar una laptop a cada estudiante de colegios públicos. Además, del uso de la plataforma educativa CREA, que permite la creación de contenidos, la comunicación con los alumnos y el diseño de actividades interactivas por parte del profesor y la evaluación en tiempo real de los estudiantes. Así como la disponibilidad de una Biblioteca País, que alberga contenido multimedia como libros y herramientas de estudio.
Otro caso de estudio es Colombia, país, que desde el 16 de marzo del 2020 implementa la estrategia denominada "Aprender Digital: Contenidos para Todos" como parte de su programa "Colombia Aprende", que busca apoyar y fortalecer el proceso de enseñanza y aprendizaje bajo el contexto de la emergencia sanitaria. Dicha estrategia fue implementada gracias a una alianza intersectorial entre diferentes entidades del sector público y privado como Microsoft, Google, Oracle, entre otros. Como parte de la iniciativa, ésta contempla el ofrecimiento de una variada oferta de contenidos por medio de una plataforma educativa dirigida a los alumnos de grados escolares y docentes de cualquier nivel educativo para que éstos puedan ser trabajados durante las clases. La plataforma contiene material didáctico en diferentes áreas del conocimiento como matemáticas, lenguaje, ciencias naturales, tecnología, entre otras. Así como una diversidad de cursos virtuales, aplicaciones y archivos multimedia.
De manera diferente ocurrió en Perú. Se impuso la estrategia «Aprendo en casa» el 6 de abril de 2020, la cual se implementó en televisión, radio y una plataforma web. El programa de televisión se emite por la cadena pública TV Perú, mientras que el de radio por la estación Radio Nacional del Perú y otras radios locales, sin embargo, los episodios se difunden posteriormente en servicios de podcasting por RPP, en el caso de la radio, y en YouTube, en el caso de televisión. Por otro lado, el Gobierno dio a conocer la compra de tablets destinadas a los escolares con bajos recursos y así puedan acceder a la plataforma. Adicionalmente, las tablets cuentan con 36 aplicativos educativos y 10 utilitarios para el «mejor desarrollo y desempeño de las actividades pedagógicas» y responden a las necesidades del alumno según el nivel en que se encuentra. La Unesco ha reconocido el valor de «Aprendo en casa» e incluyó a la estrategia en su lista de buenas prácticas en la difusión de la cultura y las artes a nivel América Latina.
| Países    | Estrategia                                             | Fecha de lanzamiento |
| --------- | ------------------------------------------------------ | -------------------- |
| Argentina | Seguimos Educando                                      | 15/03/2020           |
| Argentina | Continuemos Estudiando                                 | 25/03/2020           |
| Bolivia   | Educa Bolivia                                          | 26/04/2007           |
| Chile     | Aprendo en Línea                                       | 17/03/2020           |
| Colombia  | Colombia Aprende-Aprender Digital Contenido para Todos | 16/03/2020           |
| Ecuador   | Educa Ecuador                                          | 13/04/2007           |
| México    | Aprende en casa                                        | 20/04/2020           |
| Perú      | Aprendo en casa                                        | 06/04/2020           |
| Uruguay   | Plan Ceibal                                            | 18/04/2007           |
| Venezuela | Cada familia una escuela                               | 16/03/2020           |
| Venezuela | Biblioteca Digital                                     |                      |

## Controversias
Un grupo de investigadores del University College de Londres establecieron que, según la evidencia analizada, el cierre masivo de escuelas y otros espacios educativos tendría poca influencia en la propagación del COVID-19, y que el número de muertes evitadas no superaría el 4%.
Estas conclusiones son opuestas a las que resultaron de la investigación que llevó a cabo la Universidad de East Anglia, en colaboración con investigadores de la Universidad de Newcastle y la Escuela de Higiene y Medicina Tropical de Londres entre otros, según la cual "el cierre de escuelas en Europa tuvo la mayor asociación con una posterior reducción en la propagación de la enfermedad".
Pese a que al concluir el primer cuatrimestre del año 2022 en gran parte del mundo esta habiendo un levantamiento de las medidas adoptadas por la pandemia de COVID-19, aún no puede hablarse de un estado pospandémico, de acuerdo con los escritores mexicanos Abel Pérez Rojas y Salvador Calva Morales, apenas se ha entrado a una etapa de transición que llevará algunos años y que conforma la transpandemia, la cual es una especie de reajuste entre la situación ocasionada por la pandemia y las nuevas condiciones de lo que será la educación de los próximos años.